# ثقافة تايلاند

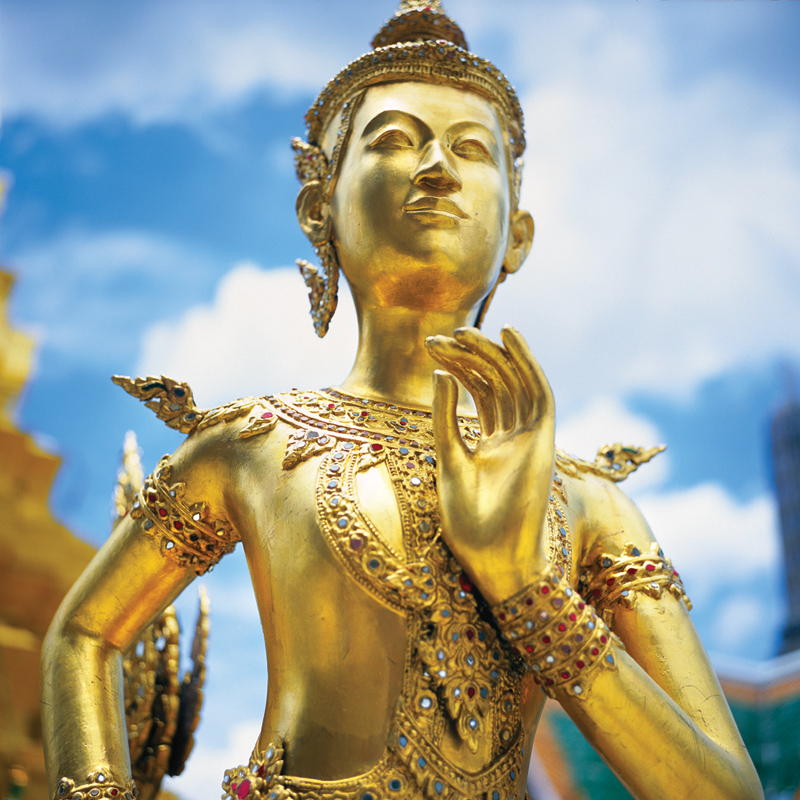
تمثال كينارا الأسطوري في وات برا كايو، بانكوك

تطورت ثقافة تايلند بشكل كبير مع مرور الوقت، من عزلتها النسبية خلال حقبة سوخوثاي، إلى عصرها الأيتوثيا المعاصر، الذي امتص التأثيرات من جميع أنحاء آسيا. ولا تزال التأثيرات الهندية القوية والصينية والبورمية وغيرها من تأثيرات جنوب شرق آسيا واضحة في الثقافة التايلندية التقليدية. تلعب البوذية، ومذهب حيوية المادة، والتغريب أيضًا دورًا مهمًا في تشكيل الثقافة.
الثقافة الوطنية التايلاندية هي خلق حديث في ما يعتبر ثقافة تايلندية تقليدية اليوم لم تكن موجودة في هذا الشكل منذ أكثر من مائة عام. يمكن إرجاع أصله إلى عهد الملك شولالونغكورن في أواخر القرن التاسع عشر. تبنى تشولالونجكورن التوجه الأوروبي للقومية والمركزية التي كانت سائدة آنذاك ونفذتها في سيام. بعض الإجراءات التي اتخذها كانت محاولة تحديد حدود سيام بشكل واضح، وتعزيز دين مدني على أساس سلالة تشاكري، ومجلس الرهبان الذي يسيطر عليه القصر، وثقافة مركز سيام المركزي. واجه النهوض بالثقافة المدنية بعض الانتكاسات المؤقتة خلال الانقلاب الذي أدى إلى نهاية النظام الملكي المطلق في ثلاثينيات القرن العشرين وخلال سنوات قليلة بعد الحرب العالمية الثانية.
ومع ذلك، فإن صعود راما التاسع بعد الحرب العالمية الثانية شهد مجهودًا متجددًا من قبل الملكيين والقوميين لإعادة تأسيس ثقافة المدنية في البلاد كطريقة لتعزيز الملكية. إن النسخة الحالية للثقافة المدنية، التي تستند إلى حد كبير إلى رؤية مثالية للثقافة التايلندية المركزية (بما في ذلك أحيانًا جنوب تايلاند) هي خليقة حديثة تجمع بين جوانب القومية القومية الخامسة والملكية الكمبودية والشعبية الشخصية. تم قمع الثقافات الإقليمية التايلاندية مثل اللانا، إيسان، أصل صيني، أصل أصل برتغالي، من أصل فارسي من قبل الحكومة.
اليوم تعرف الثقافة المدنية التايلاندية تايلند بأنها أرض وسط التايلانديين (سيامي)، مع دين واحد، بوذية ثيرافادا، تحت سلالة شاكري.

## المعايير وأسلوب الحياة

### الدين
نحو 95% من سكان تايلاند هم بوذيون. أساسًا من مدرسة ثيرافادا -التي تتضمن تقاليد الغابات التايلاندية وطوائف هامايوتيكا نيكاي وسانتي أسوك- وأقلية تنتمي إلى مدرسة ماهايانا. إضافةً إلى أقلية مسلمة (5-6%)، ومسيحية (1%)، وأديان أخرى.
تدعم الحكومة التايلاندية ثيرافادا البوذية وتشرف عليها، إذ يحصل الرهبان على عدد من المزايا الحكومية مثل الاستخدام المجاني لوسائل النقل العامة.
تتأثر البوذية في تايلاند بالمعتقدات التقليدية فيما يتعلق بأرواح الأسلاف والأرواح الطبيعية. التي دُمجت في علم الكونيات البوذي. معظم سكان تايلاند يقومون بتنصيب منازل روحية، وهي منازل مصغرة خارج مساكنهم، حيث يعتقدون بعيش الأرواح المنزلية. ويقدمون قرابين من الطعام والمشروبات إلى هذه الأرواح لإبقائها سعيدة. لأنه إذ لم تكن الأرواح سعيدة، فستعيش في المنزل وتسبب الفوضى. منازل هذه الأرواح يمكن إيجادها في الأماكن العامة وفي الشوارع التايلاندية، حيث يقوم العامة بتقديم القرابين.
قبل ظهور بوذية ثيرافادا، كان كل من الدين البراهماني الهندي وبوذية ماهايانا موجودين في تايلاند. لا يزال بالإمكان رؤية تأثيرات كل من هذه التقاليد في الفولكلور التايلاندي في الوقت الحاضر. تلعب الأضرحة البراهمانية دورًا مهمًا في الدين الشعبي التايلاندي، وينعكس تأثير ماهايانا البوذي في وجود شخصيات مثل لوكسفارا، وهو شكل من بوديساتفا أفالوكيتسفارا التي دُمجت أحيانًا في أيقونية تايلاند.

### العادات
في القرن العشرين، جمع فيا أنومان راجادون العادات التقليدية والفولكلور للشعب التايلاندي، في حين غيرت الحداثة وجه تايلاند واختفى عدد كبير من التقاليد أو تكيفت مع الحياة العصرية، ومع ذلك، فإن السعي نحو التحسين المتجذر في الثقافة السيامية القديمة، الذي يتكون من تعزيز ما تم تنقيته وتجنب الخشونة، هو التركيز الرئيسي للحياة اليومية للشعب التايلاندي وعاليًا على نطاق قيمهم.
تعد واي واحدة من أكثر العادات التايلاندية تميزًا. تستخدم في التحية، أو طلب الإذن للانصراف، أو الشكر، أو مصاحبةً للاعتذار، يأتي في أشكال عديدة، ما يعكس الوضع النسبي للمشاركين. عمومًا فإن التحية تتضمن إيماءة شبيهة بالصلاة باليدين، مشتقة من أنجالي مدرا من شبه القارة الهندية، وقد تتضمن أيضًا ميلًا خفيفًا بالرأس. غالبًا ما تكون هذه التحية مصحوبة بابتسامة هادئة ترمز للترحيب واللطف. غالبًا ما يشار إلى تايلاند باسم «أرض الابتسامات» في الكتيبات السياحية.
العروض العامة للمودة ليست شائعة بإفراط في المجتمع التايلاندي التقليدي، خاصة بين العشاق. أصبحت أكثر شيوعًا، خاصة بين جيل الشباب.
هناك قاعدة اجتماعية ملحوظة تنص على أن لمس شخص ما على رأسه قد يعد وقحًا. يعد من الوقح أيضًا وضع القدم بمستوى رأس شخص آخر، خاصةً إذا كان هذا الشخص في وضع اجتماعي أعلى. وذلك لأن الشعب التايلاندي يعد القدم أقذر وأدنى جزء من الجسم، والرأس هو الجزء الأكثر احترامًا وأعلى جزء من الجسم. يؤثر هذا أيضًا في كيفية جلوس التايلانديين على الأرض، تشير أقدامهم دائمًا بعيدًا عن الآخرين، أو مطوية على الجانب أو خلفهم. تعد الإشارة إلى شيء ما بالقدم أو لمسه وقحًا أيضًا. أفادت الصحافة التايلاندية بأن المشاة مُنعوا من صعود السلالم إلى محطة بي تي إس نصب النصر عندما كان من المقرر أن يمر موكب ملكي على الطريق تحته لأنه -وفقًا للعرف التايلاندي- لا يمكن أن تعلو الأقدام رأس فرد من العائلة المالكة.
لما كان التصرف الهادئ قيمًا، فإن الصراع والإظهار المفاجئ للغضب تُتجنب في الثقافة التايلاندية. لهذه الأسباب، يجب على الزوار الحرص على عدم إثارة الصراع أو إظهار الغضب. يجب التعامل مع الخلافات أو النزاعات بابتسامة ولا يجب بذل أي محاولة لإلقاء اللوم على شخص آخر. في الحياة اليومية في تايلاند، يوجد تركيز قوي على مفهوم سانوك، فكرة أن الحياة يجب أن تكون ممتعة. ولهذا السبب، يكون التايلانديون مرحين جدًا في العمل وفي أثناء الأنشطة اليومية. عرض المشاعر الإيجابية في التفاعلات الاجتماعية مهم أيضًا في الثقافة التايلاندية.
غالبًا ما يتعامل التايلانديون مع الخلافات أو الأخطاء الطفيفة أو المصائب باستخدام عبارة «mai pen rai» أي «لا يهم». يعكس استخدام هذه العبارة في أنحاء تايلاند توجهًا نحو تقليل النزاع أو الخلافات أو الشكاوى. تشير الابتسامة مع هذه العبارة إلى أن الحادثة ليست مهمة ومن ثم لا وجود لصراع أو عار.
إن احترام التسلسل الهرمي هو قيمة مهمة للغاية للشعب التايلاندي. وتؤكد عادة بون خون على الاعتراف بفضل الآباء، وكذلك تجاه الأوصياء والمعلمين ومقدمي الرعاية. ويصف المشاعر والممارسات المرتبطة بتنظيم المعاملات والمحاسبة برفق وفقًا للتفسيرات المحلية. يُعد من الوقح أن تخطو على أي نوع من العملات التايلاندية (العملة التايلاندية أو الأوراق النقدية) لأنها تشمل صورة ملك تايلاند.
هناك عدد من العادات التايلاندية المتعلقة بالوضع الخاص للرهبان في المجتمع التايلاندي. يحظر على الرهبان التايلانديين الاتصال الجسدي بالنساء. لذا يُتوقع من النساء أن يفسحوا الطريق أمام الرهبان لضمان عدم حدوث اتصال عرضي. تُستخدم مجموعة متنوعة من الأساليب لضمان عدم حدوث أي اتصال عرضي -أو ظهور مشابه للاتصال- بين النساء والرهبان. النساء اللائي يقدمن عروضًا للرهبان يضعون تبرعاتهم عند أقدام الراهب، أو على قطعة قماش موضوعة على الأرض أو على طاولة. تُطبق المساحيق أو الأدوات المخصصة لمنح البركة على النساء التايلانديات من الرهبان باستخدام نهاية شمعة أو عصا. من المتوقع أن يجلس الأشخاص العاديون أو يقفون برؤوسهم عند مستوى أقل من الراهب. داخل المعبد، قد يجلس الرهبان على منصة مرتفعة خلال الاحتفالات لتسهيل تحقيق ذلك.
عند الجلوس في معبد، من المتوقع أن يوجه المرء قدميه بعيدًا عن صور بوذا. تُرتب الأضرحة داخل المساكن التايلاندية لضمان عدم توجيه القدمين نحو الرموز الدينية، مثل وضع الضريح على الجدار المجاور لرأس السرير، إذا كان المنزل صغيرًا جدًا فلا يمكن إزالة الضريح من غرفة النوم تمامًا.
من المعتاد أيضًا خلع الأحذية قبل الدخول إلى المنزل أو المناطق المقدسة داخل المعبد، ولا يجب أن تخطو بها فوق العتبة.

### الأزياء

#### اللباس التقليدي

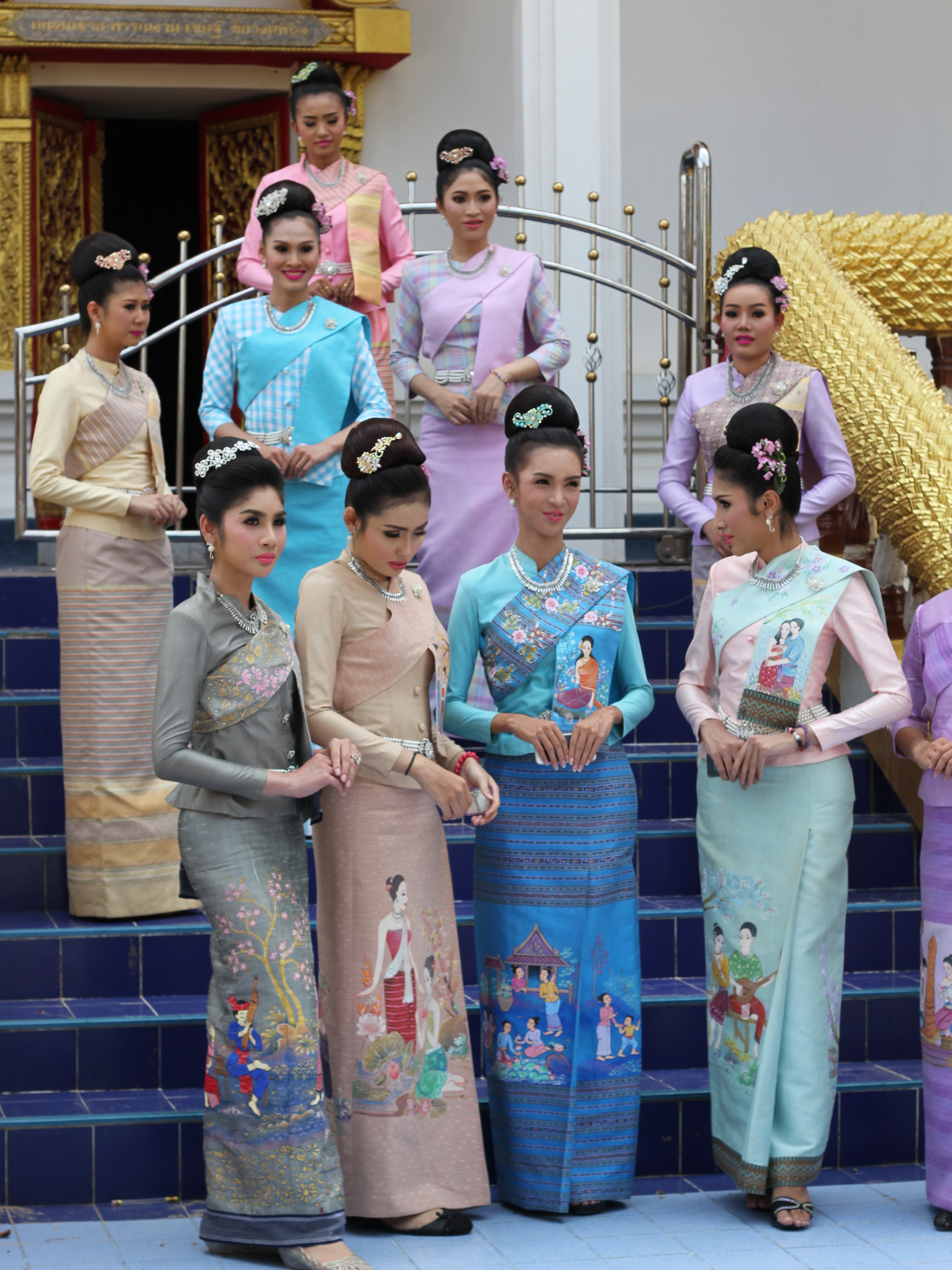
نساء تايلاندات يرتدين فستان سينة يسان المعدل لمهرجان بون بانغ فاي في روي إيت

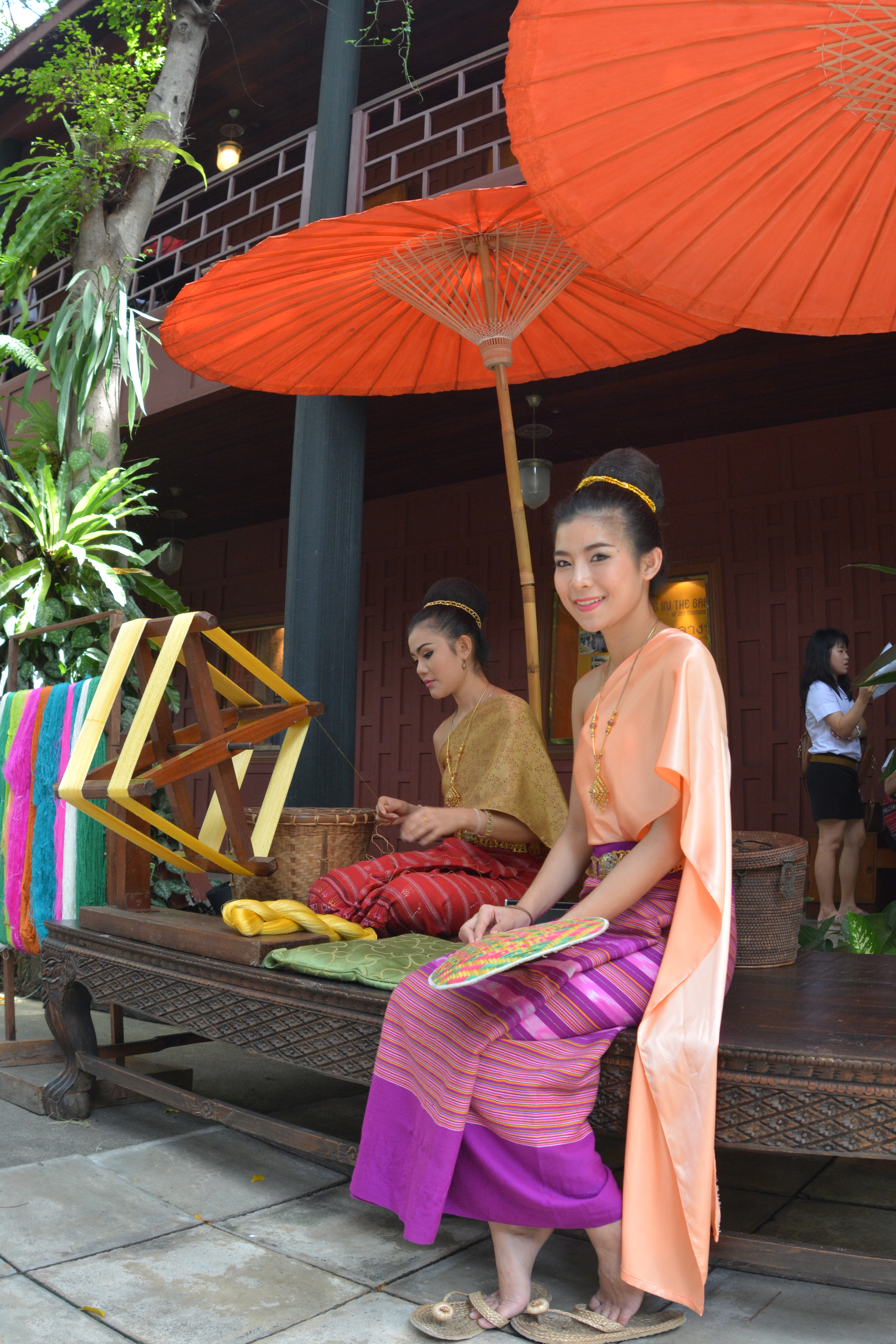
المرأة التايلاندية ترتدي ساباي، بيت جيم تومسون (متحف)

الملابس التايلاندية التقليدية تُسمى (chut thai) وهو ما يعني حرفيًا «الزي التايلاندي». يمكن أن يرتديها الرجال والنساء والأطفال. يتكون الزي التايلاندي للنساء من بلوزة وفا نونغ وتشونغ كرابن وساباي. قد ترتدي النساء الشماليات والشرقيات سينة بدلاً من فا نونغ وتشونغ كرابن إما مع بلوزة أو بات. ويتضمن الزي التايلاندي للرجال تشونغ كرابن أو السراويل، وقميص من نمط راج، مع جوارب بيضاء بطول الركبة اختيارية وساباي. يتكون الزي التايلاندي لرجال شمال تايلاند من سادو، وسترة بيضاء على طراز مانتشو، وأحيانًا خيان هوا. في المناسبات الرسمية، قد يختار الناس ارتداء ما يُسمى الزي الوطني التايلاندي الرسمي.

#### الأزياء الرسمية
تايلاند مجتمع يرتدي الزي الرسمي. من المدرسة الابتدائية إلى الجامعة، الزي المدرسي في تايلاند هو القاعدة، مع استثناءات قليلة. يرتدي المعلمون في المرحلتين الابتدائية والثانوية أزياء موحدة، عادةً مرة واحدة في الأسبوع. جميع موظفي الخدمة المدنية حتى المستوى الوزاري لديهم أزياء موحدة تُنظم وفقًا للرتب وتُرتدى بانتظام.

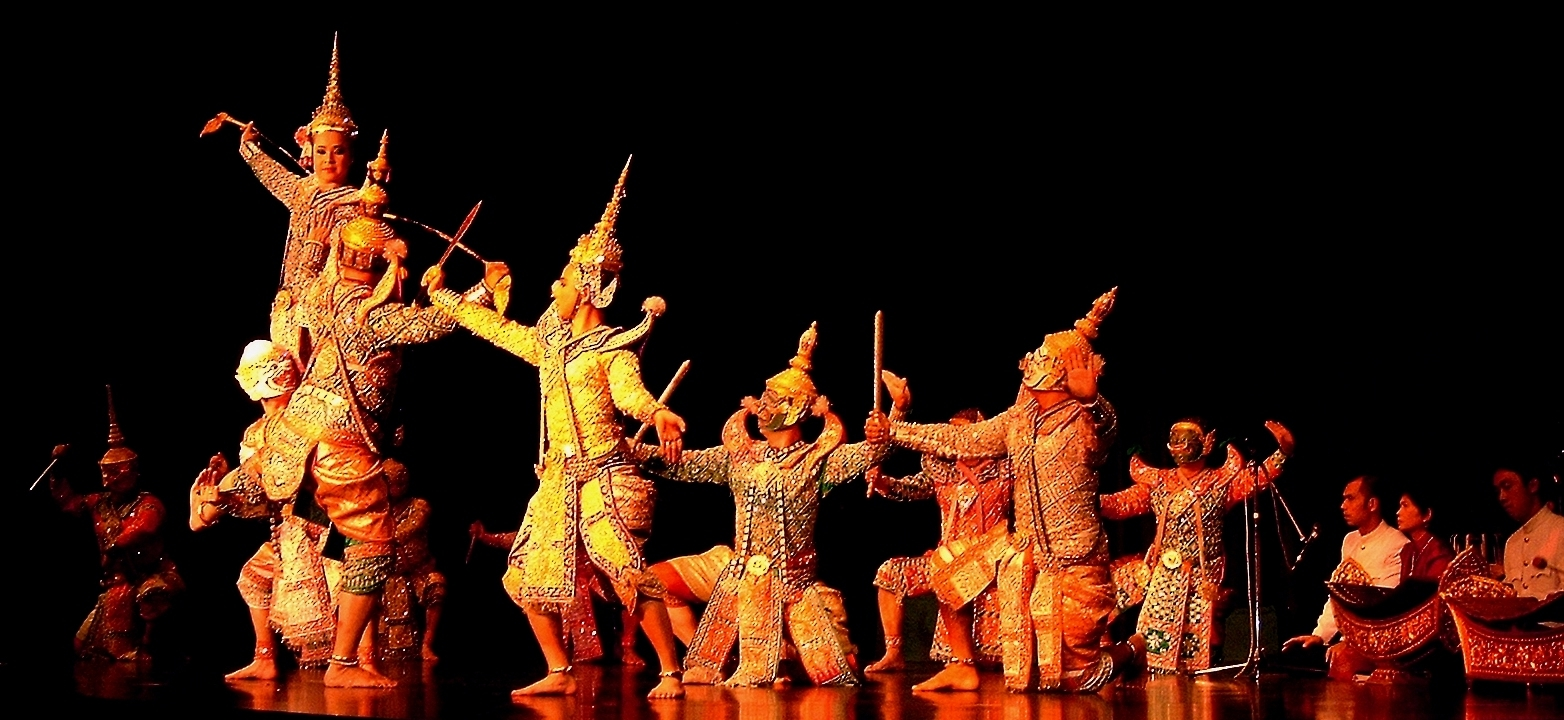
رقصة خون التقليدية، أداء في فرانكفورت، ألمانيا